# Francesco Inverni
Francesco Inverni (Poggio a Caiano, 1935 – 12 febbraio 1991) è stato un pittore e artista italiano.
Fu allievo di Ardengo Soffici e di Primo Conti. Tra le sue opere il quadro raffigurante San Francesco d'Assisi in ginocchio per la Chiesa di San Francesco a Bonistallo, del 1986. 
Nella Propositura di Santa Maria del Rosario è presente invece un suo dipinto raffigurante la Beata Maria Margherita Caiani.